# A Christmas Album (album de Bright Eyes)
A Christmas Album est un album de Bright Eyes paru en 2002. Les recettes de l'album vont à une association de lutte contre le Sida, située au Nebraska. 
Have Yourself a Merry Little Christmas est utilisée dans les films Imaginary Heroes et Krampus ; Blue Christmas est présente dans un épisode de Newport Beach intitulé The Best Chrismukkah Ever. 
L'album, initialement publié uniquement en ligne est publié sur un vinyle blanc de 180 g en 2009. 
Cet album est la 48ème publication de Saddle Creek Records. 

## Pistes
| No  | Titre                                  | Durée |
| --- | -------------------------------------- | ----- |
| 1.  | Away in a Manger                       | 2:48  |
| 2.  | Blue Christmas                         | 2:20  |
| 3.  | Oh Little Town of Bethlehem            | 2:57  |
| 4.  | God Rest Ye Merry Gentlemen            | 1:53  |
| 5.  | The First Noel                         | 2:30  |
| 6.  | Little Drummer Boy                     | 2:35  |
| 7.  | White Christmas                        | 1:36  |
| 8.  | Silent Night                           | 3:15  |
| 9.  | Silver Bells                           | 3:55  |
| 10. | Have Yourself a Merry Little Christmas | 4:08  |
| 11. | The Night Before Christmas             | 4:07  |

## Personnel
L'album est arrangé par Conor Oberst et Maria Taylor. Apparaissent aussi sur différents morceaux Jake Bellows, Gretta Cohn, Armand Costanzo, Denver Dalley, Stefanie Drootin, Orenda Fink, Neely Jenkins, Jiha Lee, Andy Le Master, Mike Mogis, Matt Oberst, Stephen Pedersen, Blake Sennett, Macey Taylor et Nick White. 